# Erupția vulcanului Saint Helens din anul 1980

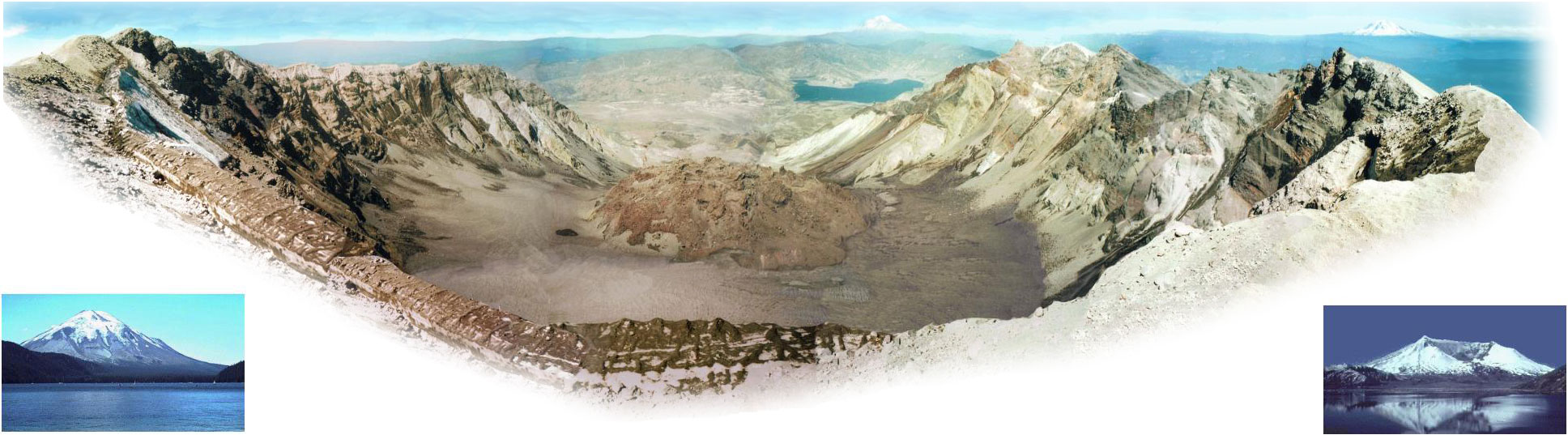
Muntele St. Helens din Monitor Ridge aratănd conul de devastare, craterul imens deschis spre nord. Fotografia mică din stânga a fost luată de la Lacul Spirit inainte de eruptie şi fotografia mica de pe dreapta a fost luată după erupţia din aproximativ acelasi loc. Spirit Lake poate fi, de asemenea, văzut în imagine mai mare, precum şi doi vulcani si alte cascade.

Erupția din 1980 a Mount St Helens, un strat-vulcan situat în statul Washington, în Statele Unite, a fost o erupție vulcanică majoră. Erupția (care a fost un eveniment VEI 5) a fost singurul eveniment semnificativ care a aparut  în 48 de state din SUA, de la erupția din 1905 din Lassen din California.
Erupția a fost urmată de o serie de cutremure și episoade de abur-ventilat, cauzate de o injecție de magma la adâncime mică, adâncime sub vulcan care a creat o umflatură mare si un sistem de fractură pe versantul nord al Muntelui Sf. Helens.
Oamenii de știință au convins autoritățile să împrejmuiască muntele St. Helens din apropierea populației și să mențină închiderea în ciuda presiunii de a erupe din nou, munca lor salvând mii de vieți.   
În 18 mai 1980 într-o sâmbătă la ora 8:32:17(UTC-7) un cutremur care a  provocat întreaga parte nordică deja slăbită să alunece, eliberând roca bogată în gaze a vulcanului pentru a slăbi presiunea. Roca a răspuns prin explozia unui amestec fierbinte de lavă pulverizând o rocă veche spre Lacul Spirit atât de repede încât a provocat o avalanșă din suprafața nordică. O coloană a erupției s-a ridicat la 24.400 m în atmosferă depozitând cenușă în 11 state din America. În același timp, zăpada înghețată și mai mulți ghețari s-au topit în  vulcani formând o lahare atât de departe de fluviul Columbia.
, aproape 50 de mile(80 km) spre sud-vest. Mai puține explozii au continuat în ziua următoare,doar ca să fie urmate de o altă mare dar nu așa de distructivă euptie ca și în 1980.
57 de oameni(inclunzand hangiul Harry R. Truman și geologul David A. Johnston) și mii de animale au fost omorâte. Sute de mile pătrate au fost pustiite, cauzând daune de peste un million de dolari americani($2,74 mil.) și muntele St. Helens a fost lăsat cu un crater în partea lui nordică. În timpul erupției, vârful vulcanului a fost stăpânit de Burlington Northern Railroad, dar după aceea a trecut la Statele Unite Serviciul Pădurii. Teritoriul a fost târziu conervat, așa cum a fost, în muntele St. Helens Monumentul Vulcanic Național.

## Acumularea de la declanșare
Muntele St. Helens a rămas inactiv de la ultima lui perioadă de activitate din 1840 și 1850 până în Martie 1980. Mai multe mici cutremure au început la fel de devreme ca și în 15 martie 1980, indicând că magma ar fi coborât sub vulcan.În 18 Martie la ora 15:45 un mic cutremur de 4,2 grade pe scară Richter, așezat mai jos de coasta nordică a vulcanului, semnalând că violența vulcanului a revenit după 123 de ani de hibernare. Un cutremur ce se amplifică gradual a saturat seismografele locale și a atins punctul critic în amiază lui Martie 25, ajungând la valorile maxime în următoarele 2 zile, inclusiv un cutremur ce a fost înregistrat cu 5.1 grade pe scara Richter.Un total de 173 de zguduiri de magnitudine 2,6 grade au fost inregisitrate de-a lungul celor două zile.  
Al doilea, un crater și o flacără albastră au fost observate pe 29 martie,. Flacăra a fost vizibilă din ambele cratere emise, și probabil , a fost creata de gaze de ardere. Electricitatea statică generată din norii de cenușă au trimis fulgere care au ajuns până la două mile(3 km) lungime. 93 de izbucniri separate au fost raportate pe martie , și tot mai multe cutremure puternice au fost detectate pe 1 aprilie, alarmând geologii și guvernatorul determinând Dixy Ray Lee să declare starea de urgență pe 3 aprilie. Guvernatorul Ray a emis un ordin executiv pe 30 aprilie, de a crea o zonă roșie în jurul vulcanului. Oricine prins în această zonă fără legitimație se vor confrunta cu o amendă de 500 de dolari sau șase luni de închisoare. Aceasta a împiedicat pe mulți proprietari să-și viziteze proprieteatea. 

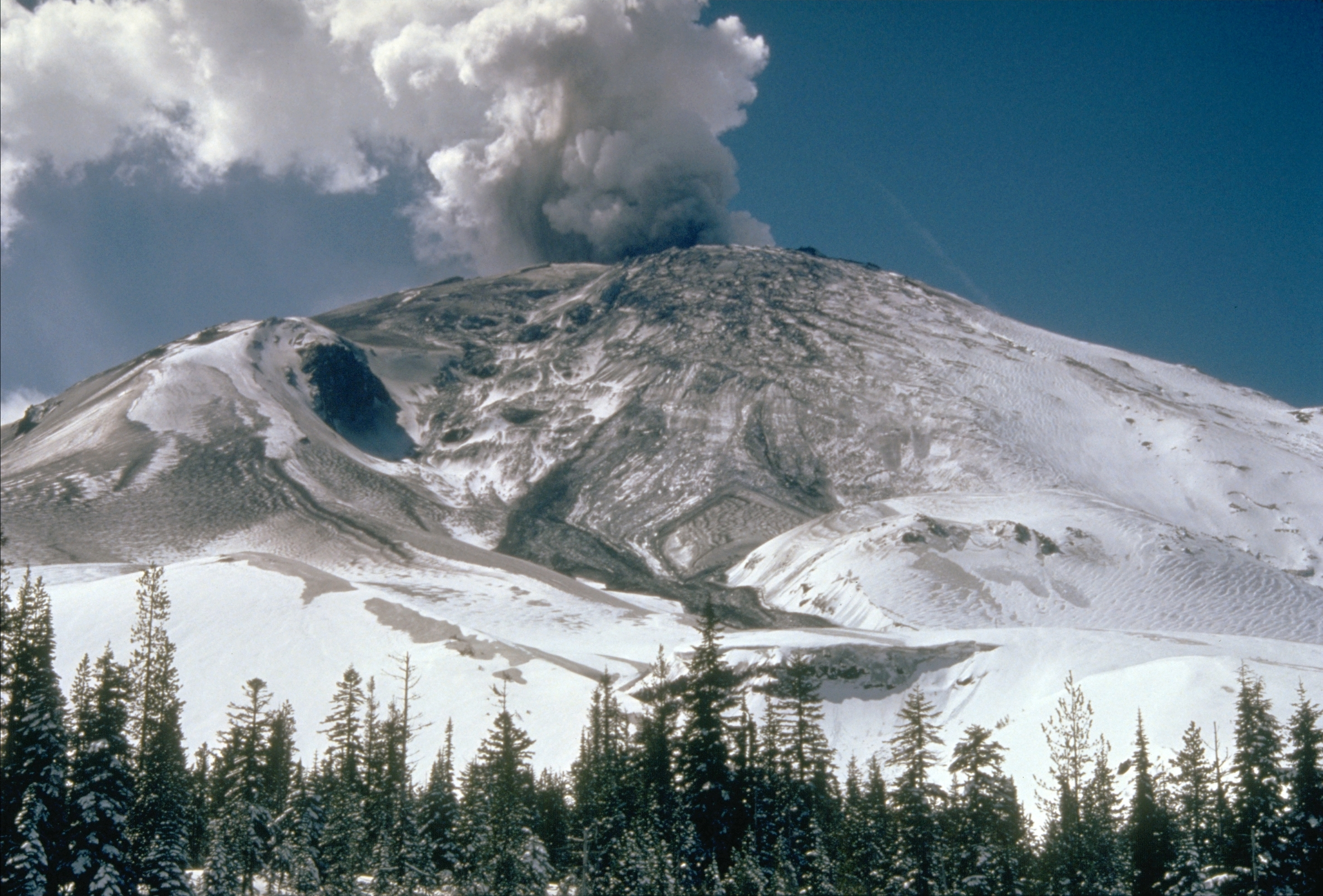
Fotografie care arată pre-avalanşă în timpul erupţia din 10 aprilie

Pe 7 mai, erupții similare cu cele din martie si aprilie s-au reluat, iar în următoarele zile umflătura a abordat dimensiunea maximă. Toate lucrările s-au limitat la cupola summit-ului de 350 de ani și nu a implicat nici o magmă noua. Un total de aproximativ 10.000 de cutremure au fost înregistrate înainte de evenimentul din 18 mai, cele mai ulte fiind concentrate într-o zonă mică ai puțin de 2,6 km direct mai jos de umflătură.Erupțiile vizibile au încetat pe 16 mai, au redus interesul publicului și în consecință numărul de spectaori din zonă.Montarea presiunii publice apoi forțarea oficială a permis 50 carloads a proprietarilor pentru a intra în zona de pericol pe 17 mai, pentru a aduna orice lucru ar putea transporta. O altă excursie a fost programată pentru oră 10, a două zi. Duminică, mai mult de 300 de furnizori de buștean nu au putut lucra în zonă.  Până în momentul erupții climatice, magmă dacită din vulcan a forțat flancul de nord din exterior aproape 150 m  incălzindu-se apele subterane ale vulcanului, cauzând multe explozii de abur( erupții freatice). 

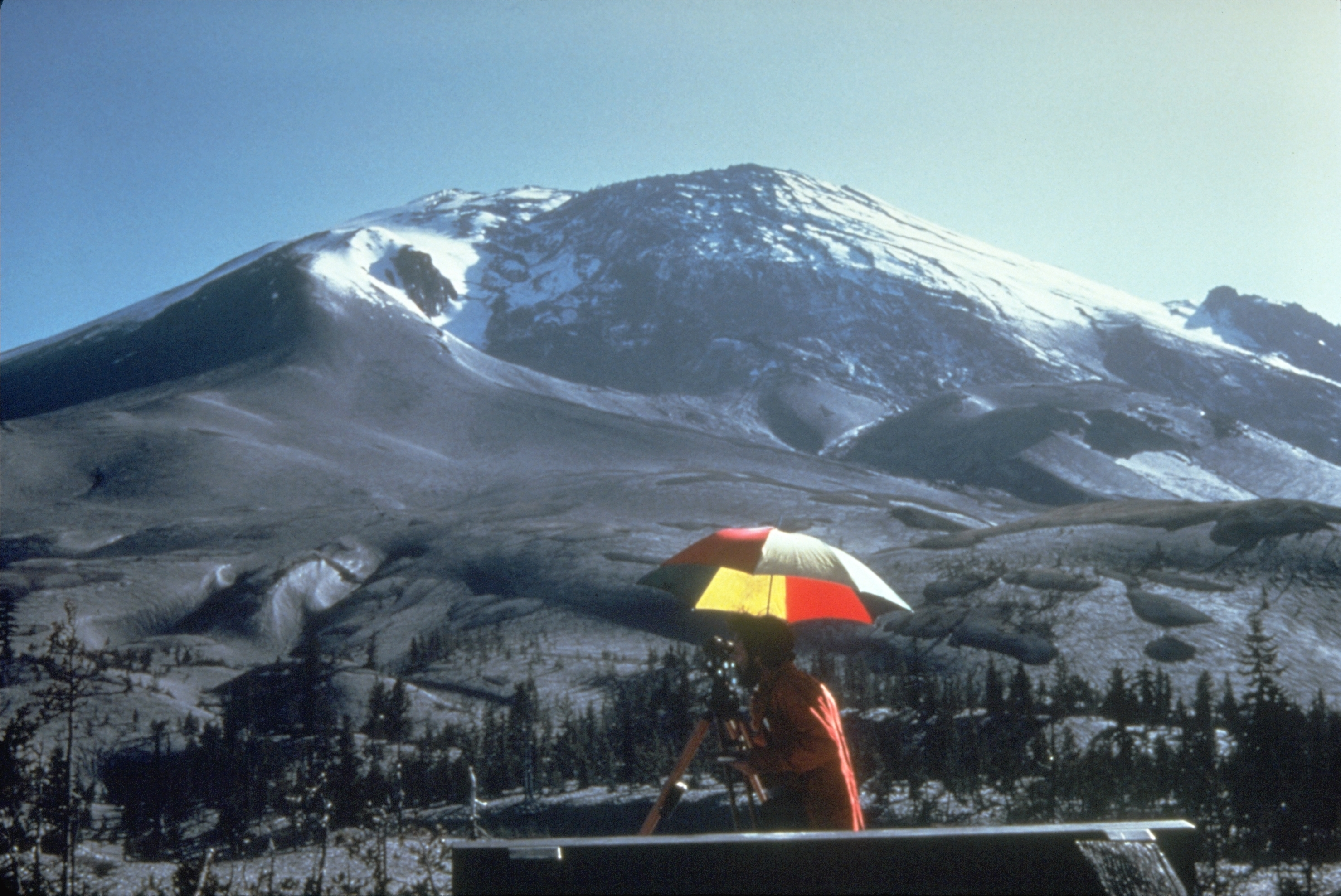
Fotografie care arată criptodomul din 27 aprilie

Pe 18 mai la 7 dimineața, vulcanologul David A. Johnston, care a avut sâmbătă noapte obligația de a observa aproximativ 10 km la nordul vulcanului, prin radio, rezultatele a laser-beam. Activitatea muntelui St. Helens în acea zi nu a prezentat nici o schimbare, în comparație cu luna precedentă. Rata de circulație a umflăturii, emisiile de dioxid de sulf, iar valorile de temperatură la sol nu au evidențiat modificări neobișnuite care ar fi putut infica o erupție catastrofală.   
Dintr-o dată, la 08:32, un cutremur cu magnitudine de 5,1 centrat direct mai jos de panta de nord a declanșat acea parte a vulcanului să alunece, aproximativ 70-20 de secunde, după șoc.  Unba din cele mai mari alunecări de teren din istorie, au ajuns de la 175 la 250 de km pe oră și s-a mutat în brațul de vest al lacului Spirit, o parte din ea lovind 350 de m creasta mare în jur de 10 km. Unele au alunecat peste culme, dar cele mai multe s-au mutat 21 km mai jos de Râul Fork Toutle, umplând văile sale cu până la 180 m adâncime cu resturi de avalanșe. O suprafață de aproximativ 62 km ² a fost acoperită, iar volumul total al depunerilor a fost de aproximativ 2.9 km ³. 

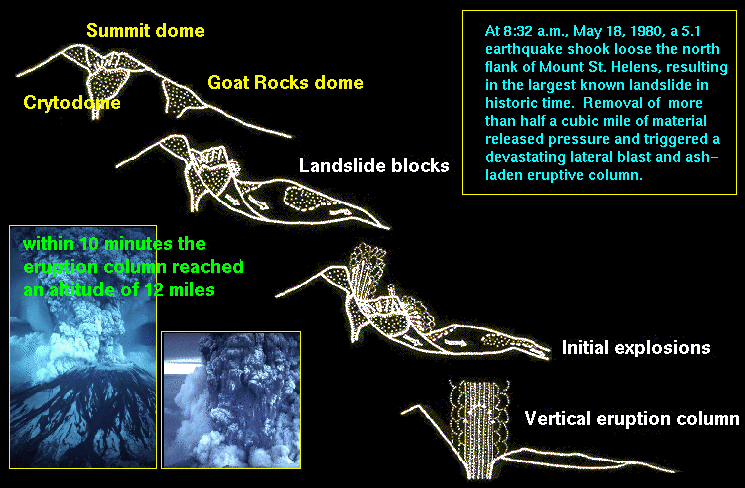
Succesiunea evenimentelor din 18 mai.

Oamenii de știință au reușit să reconstituie alunecările de teren la o serie de fotografii făcută de Gaty Rosenquist, așezat la 18 km depărtare de explozie. Rosenquist și trupa sa au reușit să țină fotografiile în ciuda exploziilor care au fost la 1,6 km distanță de locația lor. 
Cele mai multe din partea nordica au devenit un depozit de moloz de 27 km lungime, în medie de 46 m grozime, alunecarea fiind la 1,6 km mai jos de lacul Spirit. Mii de copaci au fost rupți din dealurile înconjurătoare după propulsarea eficientă a lichidului la 250 de m până la deal. Toată apa din Lacul Spirit a fost temporar strămutată de alunecarea de teren, care a trimis valuri mari de 180 m care s-au izbit de culmea de nord a lacului.

## Fluxurile piroclastice

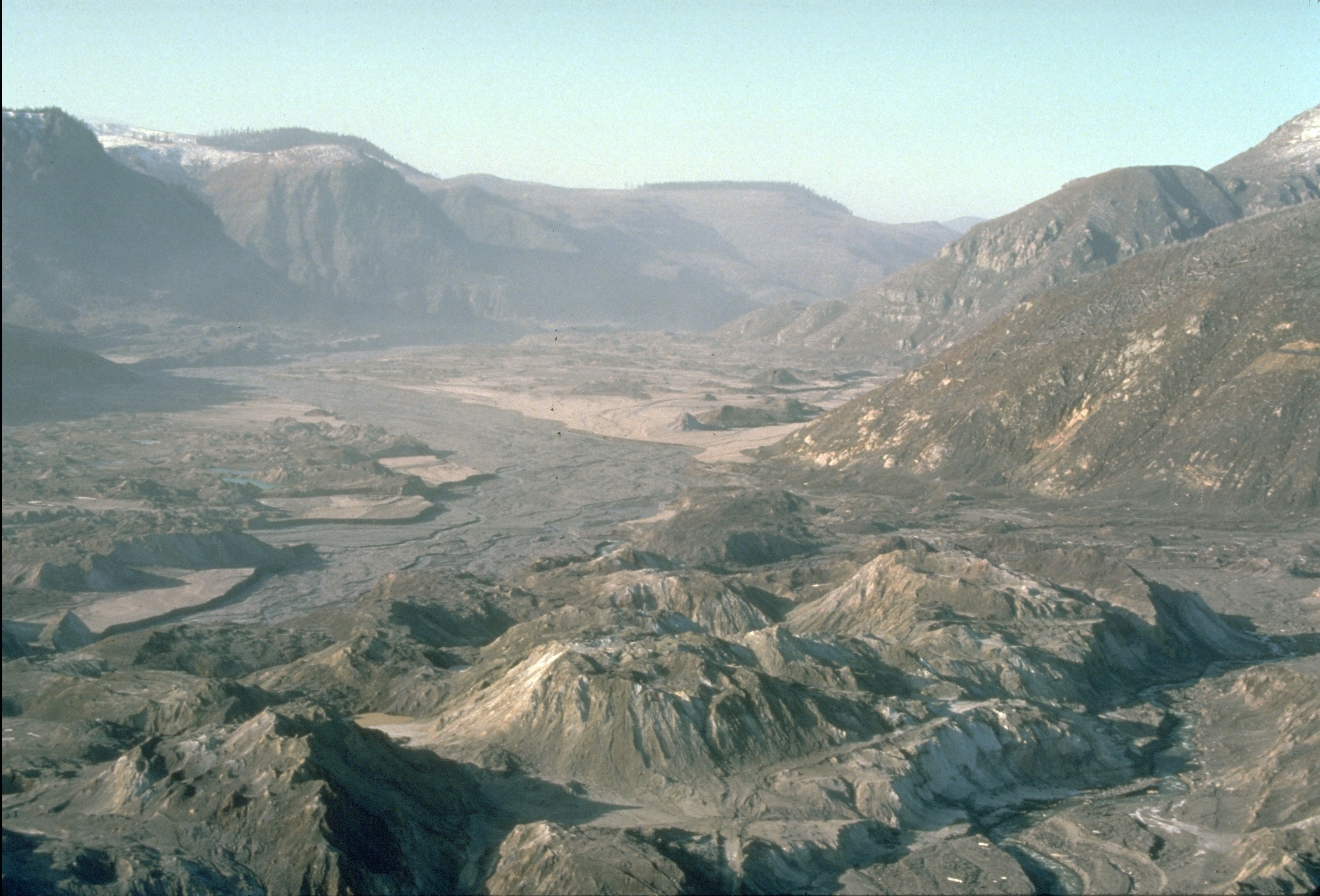
Valea umplută cu resturi de alunecari de teren.

### Explozia initială laterală
Alunecările de teren au expus dacita magmă din gâtul St. Helens la o presiune mult mai mică cauzând gaz-încărcat, topind stânca, și înalta presiune de abur de mai sus făcând-o să explodeze câteva secunde după ce alunecarea a început. Izbucnind explozii din partea posterioasa cauzate de alunecările de teren. Exploziile au rezultat fluxul de gaze vulcanize foarte fierbinți, cenușa și piatra ponce formate din lavă nouă, în timp de roca s-a deplasat la 350 de km pe oră, accelerând la 1080 km pe oră.   
Fluxul de material piroclastic a trecut peste mișcarea avalanșei, răspândindu-se în exterior, devastând o zonă în formă de evantai de 37 km și peste 30 km lungime.În total aproximativ 600 km  din pădure a fost dărâmată  și căldura extremă a ucis copacii dincolo de zona de lovitură de jos. Explozia nu a durat mai mult de 30 de secunde, dar explozia de nord a radiat și extinderea a continuat timp de aproximativ un minut.  
Fluxul de material piroclastic a trecut peste mișcarea avalanșei, răspândindu-se în exterior, devastând o zonă în formă de evantai de 37 km și peste 30 km lungime.În total aproximativ 600 km  din pădure a fost dărâmată și căldura extremă a ucis copacii dincolo de zona de lovitură de jos. Explozia nu a durat mai mult de 30 de secunde, dar explozia de nord a radiat și extinderea a continuat timp de aproximativ un minut.  Un material suprainaclzit stafulgerat de apa din Lacul spirit și North Fork river toutle  au provocar creșterea unei mari explozii secundare care a fost audiată atât de departe până în British Columbia, Montana, Idaho și California de Nord. Cu toate acestea, multe zone apropiate de erupție ( Portland, Oregon) nu au auzit explozia.  

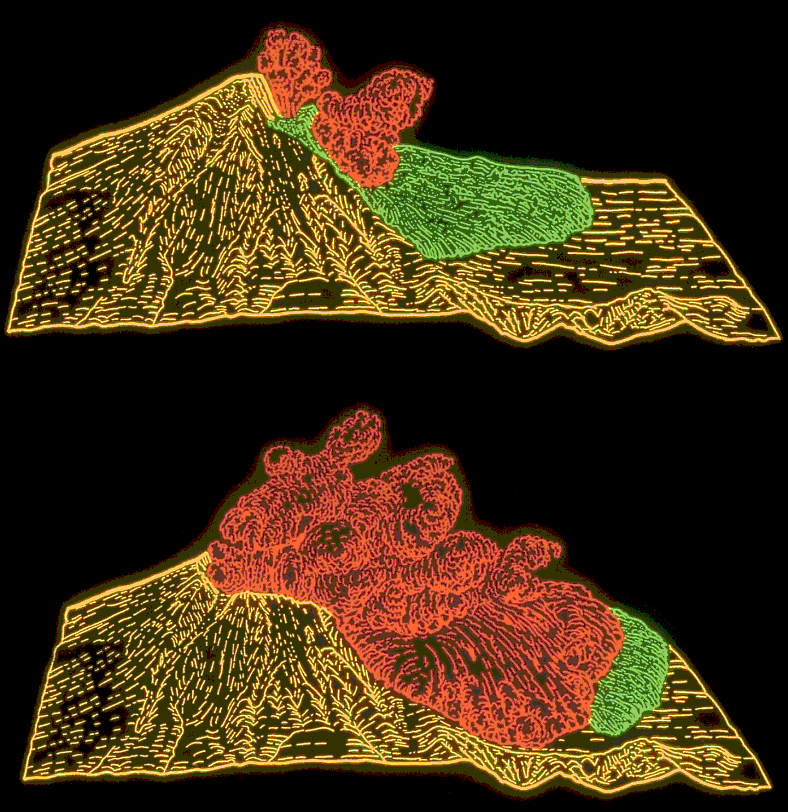
Graficele care indică alunecarea de teren de pe 18 mai(verde) depăşită de fluxul piroclastic iniţial(roşu)

Mai târziu, studiile au indicat faptul că o treime din 188 milioane m³ de material din flux a fost noua lavă, și restul a fost fragmentat în stânci mai mari.
Rezultatul exploziei laterale

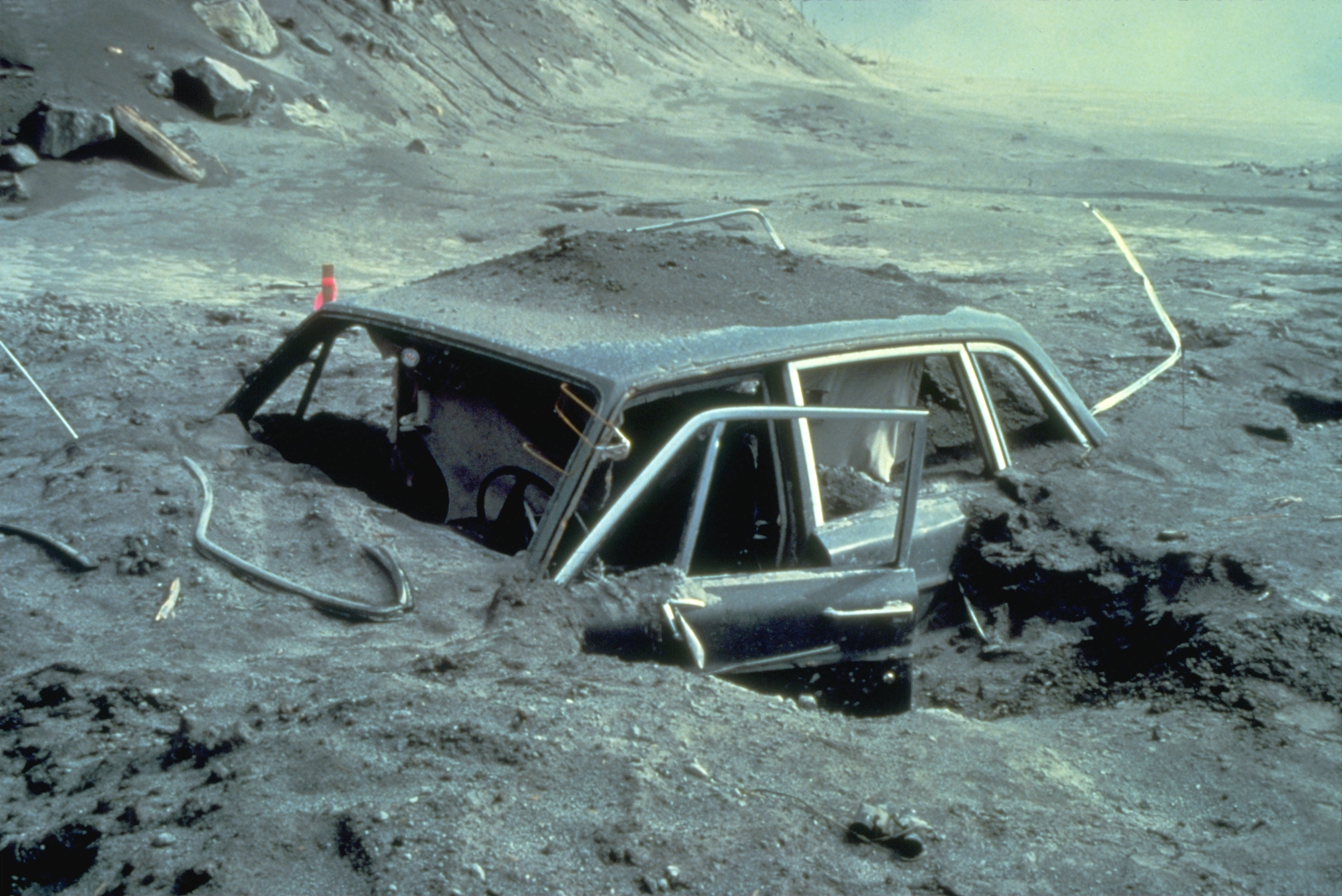
Maşina fotografului Reid Blackburn dupa erupţie

Toată lumea din zona liniștită puteau vedea norul de cenușă imens care a fost trimis spre cel de la poalele nordice a muntelui St. Helens. Exploziile supersonice laterala, încărcate cu resturi vulcanice, au cauzat devastarea în măsură de 30 km din vulcan.Zona afectată de explozie poate fi împărțită în trei zone apropximativ concentrice:
1. Zona explozia directă.Zonă cel mai puțin intimă, în medie de aproximativ 13 km în rază, un domeniu în care practic totul, natural sau artifical a fost șters.Din acest motiv, această zonă, de asemenea, a fost numită „copacul-indepartat”. Fluzul de materiale transportate de către explozie nu a fost deviat de caracteristicile topografice în această zonă.
2. Zona canalizată, o zonă intermediară, a fost extinsă la distanțe cât mai mari de 30 de km de vulcan, un domeniu în care fluxul a aplatizat totul în calea sa și a fost canalizat într-o oarecare măsură, de topografie.În această zonă, forța și direcția de explozie dunt izbitoare, demonstrat prin alinierea paralelă a răsturnării copacilor mari, rupți la baza trunchiului ca în cazul în care aceastea au fost lame de cosit iarba de către o coasă. Această zonă a fost, de asemenea cunoscută sub numele „ zona copac-taiat” .
3. Zona uscata, de asemenea, numită zona „permanent moartă”.Marginea exterioară a zonei afectate era o zonă în care copacii au rămas în picioare, dar erau maro cauzați de gaze fierbinte ale exploziei.
Acest flux piroclastic a lovit primele sale victime umane, aceasta fiind încă de 360 °C (680 °F) ,având un gaz sufocant și care abordează mariale unghiulare. Cele mai multe dintre persoanele cunoscute au murit sau au cedat asfixiați în timp ce, cei mai mulți au murit de la arsuri. Harry Truman a fost îngropat sub sute de metri de material de avalanșă. Vulcanologul David A. Johnston a fost unul dintre cei uciși, după cum a fost și Reid Blackburn, un fotograf Național Geographic.

## Fluxuri târzii

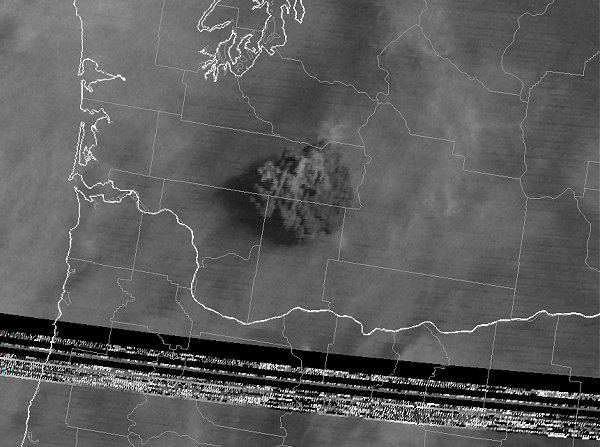
Norul de cenuşă de la muntele St Helens a capturat GOES-3 la 1545 UTC.

Izbucnirile ulterioare de material piroclastic din încălcarea de către alunecarea stângă, a contat în principal din resturi magmatice noi, mai degrabă decât fragmente de roci vulcanice preexistente. Depozitele ce rezultă în format un model evantai de foi care se suprapun. Cel puțin 17 fluxuri separate pirocladtice au avut loc în erupția din 18 mai, iar volumul lor total a fost de aproximativ 208 milioane m³.
Depozitele de deiv au fost la aproximativ 300 °C la 420 °C (570 °F la 785 °F) două săptămâni după ce a izbucnit. Erupțiile secundare a aburilor au fost alimentate de această căldură creată de gropile de pe marginea de nord a piroclasticului flux de depozite, la malul de sud de Lacul Spirit, și de-a lungul părții superioare a North Fork Toutle River. Aceste explozii cu abut au continuat timp de săptămâni sau luni după amplasarea fluxurilor de piroclastic, și cel puțin una a avut loc cu un an mai târziu, pe 16 mai 1981.

## Coloana Ash crește
Pentru că fluxul de avalanșă încă avansa, o mare coloană de cenușă a crescut la o înălțime de 19 km mai sus de crater extinsă în mai puțin de 10 min și tephra a fost răspândită în stratosferă timp de 12 ore. În apropierea vulcanului, particule rotunde de cenușă în atmosferă au fost generate de fulger, care, la rândul său, a provocat mai multe incendii în pădure.În acest timp, părți din coloană în formă de ciupercă, norii de cenușă s-au prăbușit, și au căzut înapoi pe pământ. Aceste precipitații radioactive, amestecate cu magmă, noroi și abut au trimis fluxuri suplimentare accelesand în jos flancurile St. Helens.Mai târziu, fluxurile lente venite direct de la noul crater de nord cu care se confruntă, au constatat o strălucitoare piatră ponce și o cenușă foarte fierbinte. Unele dintre aceste fluxuri cald acoperite de gheață sau apă, care ixbucneau la abur, creau cratere până la 20 m în diametru și cenușă trimitea la fel de mult că 1980 m în aer.
Vântul puternic de mare altitudine a efectuat o mare parte din acest material nord-estic din vulcan la o viteză medie de aproximativ 100 km pe oră. Prin 09:45 a ajuns la Yakima, Washington , 145 km distanță, și pe la 11:45 a ajuns la Spokane, Washington. Un total de 4–5 cm de cenușă a căzut pe Yakima și alte zone din Orientul Îndepărtat din Spokane au fost cufundate în întuneric, până la prânz în căzut în care vizibilitatea a fost redusă la 3m și  13 mm. Continuând în est, cenușa St. Helens a căzut în partea de vest a Parcului Național Yellowstone la 10:15 și a fost văzută pe teren în Denver, Colorado, a doua zi. În timp, cenușa de la această erupție a fost raportată cât mai departe în Minnesota și Oklahoma, și o parte din cenușă a plutit deasupra globului timp de aproximativ două săptămâni.  
În timpul celor nouă ore de activitate eruptivă viguroasă, aproximativ 540 de milioane de tone de cenușă a căzut pe suprafața de peste 60.000 km ². Volumul total de cenușă înainte de compatarea ploii a fost aproximativ  1.3 km ³. Volumul de cenușă necompactat este echivalent cu aproximativ 208 milioane m³ din rocă solidă, sau aproximativ 7% din cantitatea de material care a alunecat în avalanșă. Până în jurul orei 17:30 pe 18 mai , coloana de cenușă verticală a scăzut în statură, dar izbucnirile severe au continuat în următoarele câteva zile.

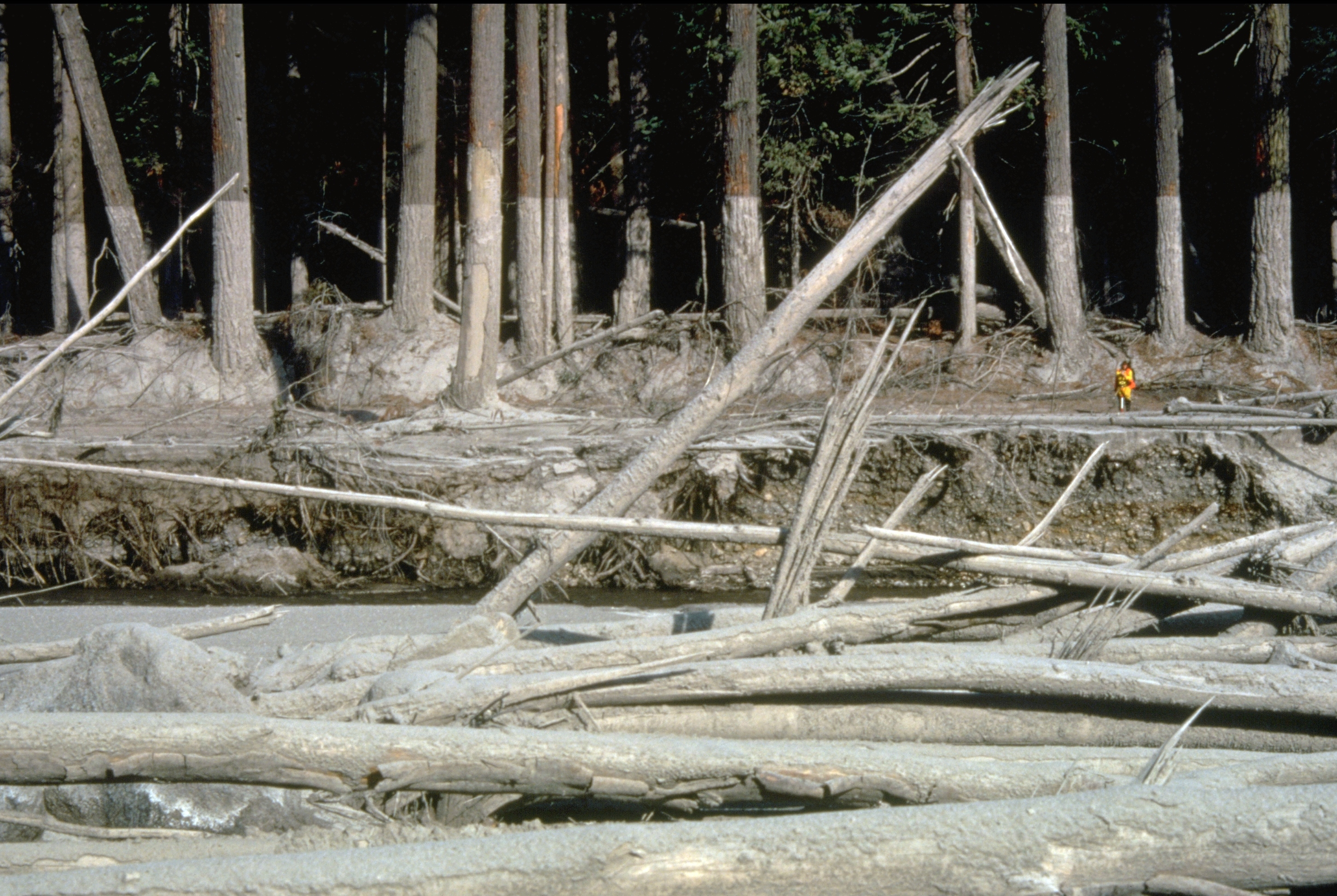
Lahare lângă Râul Noroiosi din 1980.

Alunecarile de teren in aval ale materialului fierbinte, au explodat, de asemenea, topind aproape toți ghețarii de munte împreună cu cea mai mare parte de zăpadă suprapusă. Ca și în multe precedente erupții a vulcanului St. Helens, aceste lahare imense, inundații care au afectat trei dintre cel patru sisteme de drenaj de pe munte, începând să se deplaseze cât mai devreme de 08:50. Torentele de noroi vulcanic au călătorit la fel de rapid ( 145 km / oră) în timp ce încă o parte mare de pe vulcan, a încetinit până la aproximativ 5 km pe oră părțile mai plate și mari părți ale râurilor. Torente de noroi de pe flancurile de sud-est au avut consistență de beton umed, deoarece au concurat în jos de rauk Muddy, Pine Creek și Smith Creek la confluența lor la râul Lewis.  Podurile au fost scoase la gura  Pine Creek și șeful Reservoir Swift, care l-a lărgit cu 0,8 m  pentru a se potrivi aproape 13 milioane m³ de suplimentare de apă, noroi și resturi.
Ghețării și zăpada se topeau amestecându-se cu tephra pe versantul nord-est al vulcanului pentru a crea lavine de noroi mult mai mari. Aceste torente de noroi au alunecat în jos de nord și la sud de râul Toutle alăturându-se la confluența râului Toutle și Cowlitz lângă Castle Rock, Washington, la  ora 01:00. Nouăzeci de minute după erupție, scurgerea de noroi prima s-au mutat la 40 km de rau în amonte în cazul în care observatorii la Weyerhaeuser lui Camp Baker au văzut un  zid înalt de 3,7m cu  apă noroioasă si moloz.. Aproape de confluența nord Toutle si la sud de lacul Silver , o inundatie de 7,2m fost inregistrata.
O scurgere de noroi mare, dar lentă, s-a deplasat cu un mortar de consistență asemănătoare mobilizându-se la începutul după-amiezii, la capul de nord al râului Toutle. Pe la 14:30 scurgerea de noroi masivă a distrus Camp Baker, și în orele care au urmat șapte poduri au fost distruse. Parte a fluxului susținută de 4 km imediat după intrarea în răul Cowlitz, dar cele mai multe au continuat aval.
După ce a mers 27 km în continuare, un procent estimat de 3.9 milioane de metri cubi (3,0 milioane m³) de material au fost injectatati în răul Columbia, reducând adâncimea râului cu 7,6 m pentru o distanță de 6 km. Rezultata, 4 m din  adâncimea râului a fost închis temporar  de un canal ocupat la freighters, coasta Portland, Oregon cu o valoare estimată de cinci milioane de dolari americani. În cele din urmă mai mult de 65 milioane de metri cubi (50 milioane m³) de sedimente au fost aruncate de-a lungul Cowlitz și râurile Columbia.

## Consecința

### Rezultate directe

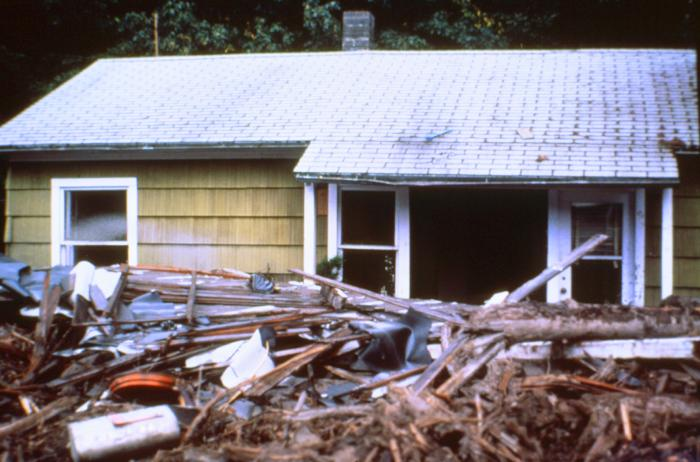
Una dintre cele 200 de case distruse de erupţie.

Evenimentul din 18 mai 1980, a fost erupția cea mai   mortală și distructivă din punct de vedere economic din istoria Statelor Unite. Cincizeci și șapte de oameni au fost uciși și 200 de case, 27 poduri,24 km de căi ferate și 300 km de autostradă au fost distruse. Președintele american Jimmy Carter a supravegheat prejudiciul și a spus că a fost mai mult decât un pustiu la lumina lunii. O echipă de filmare cu elicpterul s-a prăbușit în St. Helens pe 23 mai . Busolele lor, cu toate acestea, filate în cercuri au dispărut și ele. O a doua erupție a avut loc a doua zi, dar echipajul a supraviețuit și au fost salvate două zile după asta. Erupția a ejectat mai mult de 4 km ³ de material. Un sfert din acest volum a fost lava proaspătă sub formă de cenușă, piatra ponce și bombe vulcanice, în timp ce restul a fost fragmentată în roci mai mari.  îndepărtarea părții de nord a muntelui (13% din volumul conului) a redus  "înălțimea de aproximativ 400 m și a lăsat un crater de 2–3 km lățime și 640 m adâncime cu capătul de nord fiind cu o  uriașă spărtură. 
Mai mult de 14,6 km³ de lemn a fost deteriorat sau distrus, în principal prin explozie. Cel puțin 25% din lemn distrus a fost salvat după septembrie 1980. Direcția vântului , în zonele de acumulare de cenușă groase, multe culturi agricole, cum ar fi grâul, merele, cartofii și lucerna, au fost distruse.Așa cum mulți la 1.500 de elani și 5.000 de cerbi au fost uciși, și o valoare estimată de 12 milioane  Chinook și puiet de somon Coho au murit când incubatoarele lor au fost distruse. Aproximativ 40.000 somoni tineri s-au pierdut atunci când aceștia au înotat prin lamele turbinei generatoarei hidroelectrice atunci când nivelul lacului s-a redus de-a lungul râului Lewis pentru a se potrivi torentelor de noroi posibile. Cu toate acestea, muntele St. Helens a lansat 24 megatone de energie termică, dintre care 7 au avut un rezultat direct al exploziei. Acest lucru este echivalent cu faptul că a fost de 1.600 de ori mai mare decât bomba atomică de la Hiroshima.
Căderea de cenușă a creat unele probleme temporare, dar majore, la canalizare, și a sistemelor de tratare a apei. Vizibilitatea a fost foarte scăzută în timpul căderii de cenușă, provocând închiderea multe autostrăzi și drumuri. Interstate 90 de la Seattle la Spokane a fost închis pentru o săptămână jumate. Călătorile cu avionul a fost întrerupte pentru câteva zile , mai multe aeroporturi din estul Washingtonului au fost închise din cauza acumulării de cenușă cauzând o vizibilitate redusă. Peste o mie de zboruri comerciale au fost anulate după închiderea aeroportului. O granulație fină de cenușă a cauzat probleme majore pentru motoarele cu combustibil intern și alte echipamente mecanice și electrice. Cenușa a contaminat uleiul și a înfundat filtrele de aer. Cenușa fină a mai cauzat și scurtcircuite la transformatoarele electrice, care la rândul lor au provocat întreruperi de curent.
Reducerea de cenușă a fost o sarcină monumentală pentru unele comunități de Est Washington. Statele și agențiile federale estimează că peste 2,4 milioane de metri cubi  de cenușă, echivalentul a aproximativ 900.000 de tone în greutate, au fost eliminate de pe autostrăzi și aeroporturi în Washington. Îndepărtarea cenușii a costat 2.2 milioane dolari și a durat 10 săptămâni în Yakima. Necesitatea de a elimina rapid cenușă de la rutele de transport și lucrări civile a fost obligatorie. Unele orașe au utilizat cariere vechi și depozite de deșeuri existențe sanitare. Pentru a minimiza remanierele vântului de haldele de cenușă, suprafețele de teren de eliminare au fost acoperite cu sol vegetal și însămânțate cu iarbă. În Portland, primarul a amenințat în cele din urmă întreprinderilor cu amenzi în cazul în care nu au reușit să elimine cenușa de la locuri de staționare a lor.

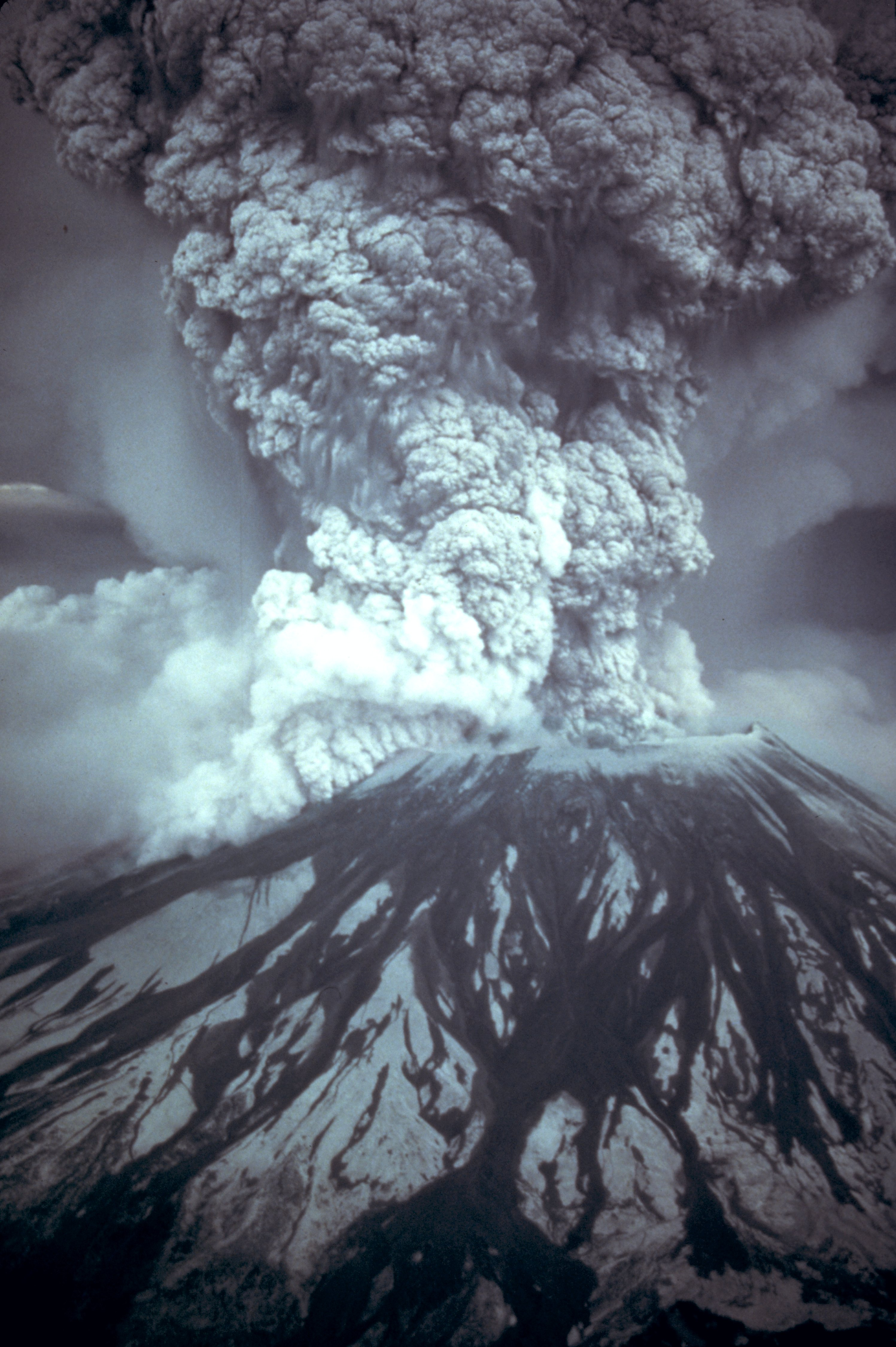
Erupția vulcanului St. Helens din 18 mai 1980 la 8:32

### Costul
]Potrivit primelor estimări ale costului după erupție au variat la 2-3 miliarde de euro. O estimare  de 1.1 miliarde dolari a fost determinată într-un studiu realizat de Internațional Trade , la cererea Congresul Statelor Unite. Un credit suplimentar de 951 milioane dolari pentru dezastre a fost votat de către Congres, din care ponderea cea mai mare să dus la Small Business Administration,  corp de armată a Inginerilor și Federale de urgență Agenția Manageriala.
Au fost, de asemenea, costurile indirecte și intangibile ale erupției. Șomajul în regiunea imediată a Muntelui St. Helens a crescut de zece ori în săptămânile imediate după erupție, și apoi au revenit la niveluri aproape normale  salvând o data lemn și operațiunile de frasin-cleanup au fost în curs de desfășurare. Numai un procent mic de rezidenți au părăsit regiunea, din cauza locurilor de muncă pierdute din cauza erupției.La câteva luni după 18 mai locuitorii  au suferit de stres și probleme emoționale, chiar dacă au făcut față cu succes în timpul crizei. Județele din regiune au solicitat finanțare pentru programele de sănătate mintală pentru a putea asista astfel de oameni.
Efectele adverse asupra turismuluis-au dovedit a fi temporare. Vulacanul St. Helens, probabil din cauza redeșteptării sale, și-a redobândit recursul pentru turiști. Statele Unite Forest Service și statul Washington au deschis centre de vizitare și au oferit acces oamnilor pentru a vedea devastarea vulcanului.

## Înregistrarea fotografică și video
Erupția muntelui St. Helens pe 18 martie 1980 a fost și una dintre cele mai bine documentate erupții vulcanice din istorie. Este și una dintre puținele mari erupții vulcanice care au fost vreodată înregistrate pe un film în momentul erupției. Devreme în acea dimineață, la 3 ora locală, KOMO-TV news, fotograful Dave Crockett a părăsit Seattle într-o mașină KOMO-TV news pentru un paznic în South Fork pe râul Toutle unde echipele de știri staționau dinainte. La un teren de campare la 16 km NE, amatorul fotograf Garz Rosenquist precum și la Universitatea din Washington, absolvent Keith Ronnholm aștepta. În direcția aerului de deasupra vulcanului, geologiștii Keith și Dorothy Stoffel au închiriat un avion Cessna de la Yakima să facă câteva documtații fotografice pentru vârful umflăturii. La vest de South Fork Toutle River, operatorii  ham radio Ty și Mariana Kearney staționau la locul paznicului monitorizând activitatea pentru o rețea radio de urgență. 
La momentul erupției, Gary Rosenquist a fost avertizat cu privire la Vulcan de câțiva membri ai petrecerii lui la camping și a început aprinderea primului cadru secvență din 24, care a ilustrat clar alunecarea de teren și începutul momentelor de explozii laterale și simultane, iar Keith Ronnholm era la câțiva pși depărtare. În același timp, Ty și Mariana Kearney au fotografiat explizia  din partea de vest, iar Keith și Dorothy Stoffel din aer. De asemenea KOMO News fotograful Dave Crockett a ajuns in momentul erupției. Norul de cenușă apărut în aer a continuat să se răspândească, laharul coboară spre South Fork Toutle River blocând căararea de scăpare. A ieșit afară sin mașină și a început să filmeze cenușa erupției, precum și fulgerul și laharele. Cum norii ai început să întunece cerul el a început să exploateze pădurea și a pornit camera încă o dată, de aceasta narând in video-ul său ce a fost înregistrat ca „ marșul morții”. Video-ul pe care este înregistrat 11 minute în întuneric, a fost dată la știrile din întreaga lume. Mai târziu Crockett a fost deprimat pentru pierderea mașinii postului de știri. 
Alte erupții mai târziu 
St. Helens a produs alte 5 erupții explozive între mai și octombrie 1980. Pâna la începutul anului 1990, a avut loc un total de cel puțin 21 de perioade de activitate eruptivă. Vulcanul rămâne activ cu mici erupții ce continuă în 2008.  

## Erupție pe 22 iunie 1980

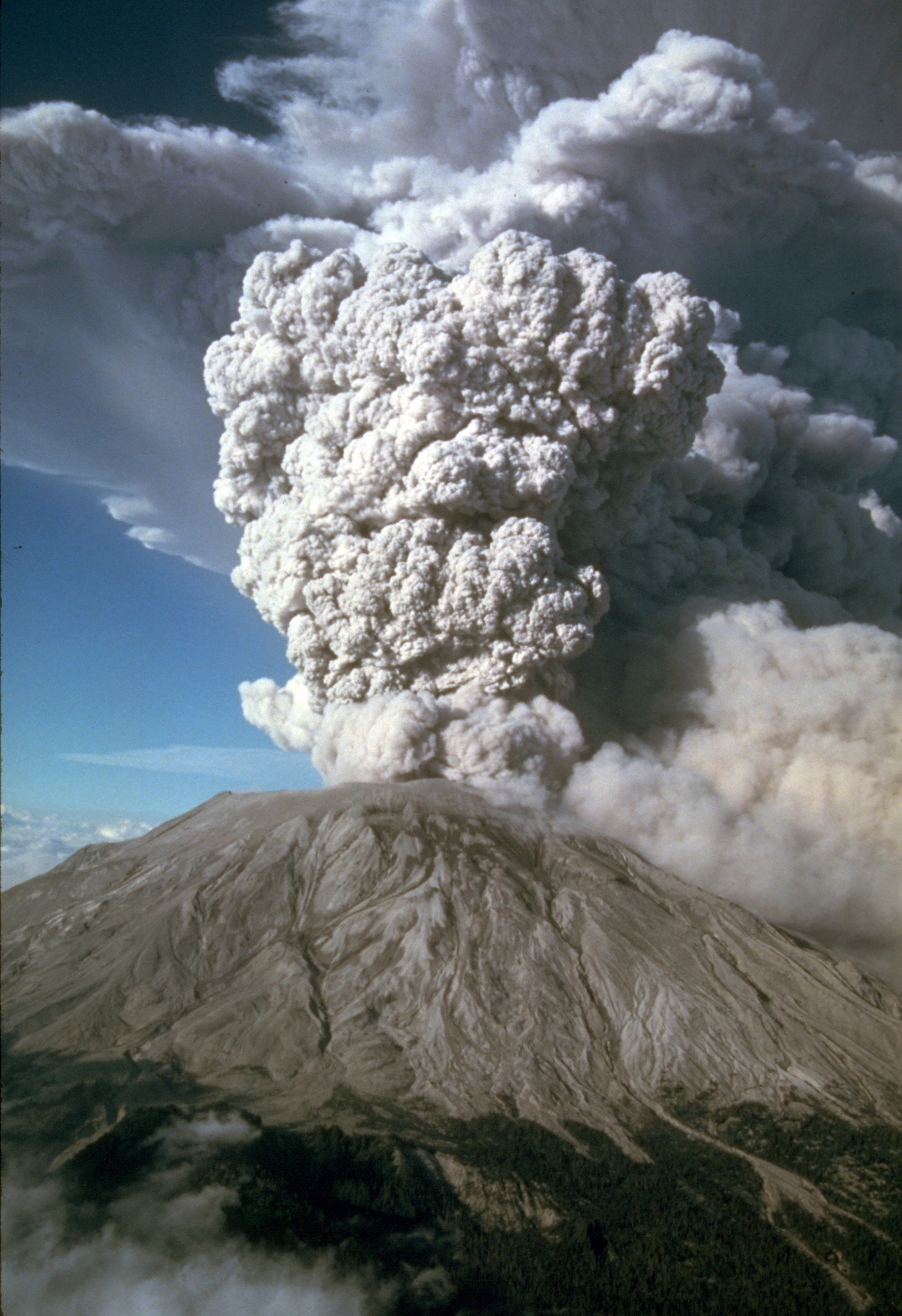
Erupția din 22 iulie,1980.

O eruptie a avut loc pe 25 mai 1980 la 02:30 care a trimis o coloană de cenușă 14 km în atmosferă. Erupția a fost precedată de o crștere bruscă a activității unui cutremur și a avut loc în timpul unei furtuni. Vântul neregulat al furtunii a dus cenușa erupției la sud și vest, praf usor, o mare parte din vestul Wasshington-ului și Oregon. Fluxurile de piroclastic ieșite din nord și resturile de avalanșă acoprite, laharele și alte fluxuri de piriclastice s-au depus de la erupția din 18 mai. 
La 19:05 pe 12 iunie, a urmat un nor de cenușă de 4 km mai sus de vulcan. La 21:09 o explozie mult mai puternică a trimis cenușa de aproximativ 1 km spre cer. Acest eveniment cauzat de zona Portland, anterior crutată de direcția vântului, urmează să fie acoperită cu un strat subțire de cenușă în mijlocul festivalului anual Rose. Un dacit scurs pe suprafața craterului, a crescut la o înălțime de 60 m și o lățime de 370 m, într-o săptămână.
Pe 22 iulie, o serie de explozii mairi a rupt liniștea mai mult de o lună. Episoadele eruptive din iulie au fost urmate de câteva zile de expansiune a zonei de vârf, activitate sporită de cutremur, și-a schimbat rata de emisie de dioxid de sulf și dioxid de carbon. Prima lovitură a fost la 17:14, ca o coloană de cenușă aruncată 16 km și a fost urmată de o explozie mai rapidă la ora 18:25, care a împins coloana de cenușă de mai sus, la înălțimea maximă, în doar 7,5 minute. Explozia finală a început la 19:01și a durat mai mult de 2 ore. Când cantitatea relativ mică de cenușă s-a stabilit peste estul Washingtonului, domul construit în luna iunie a fost distrus.

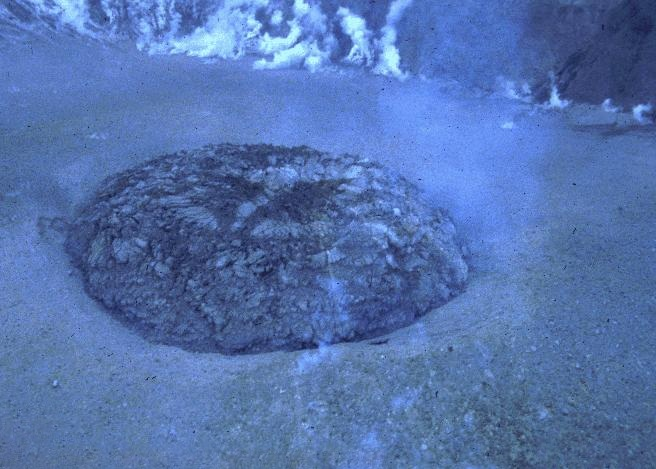
Domul vulcanului de pe 24 octombrie 1980.

Activitatea seismică și emisiile de gaze au crescut constant de la începutul lunii august, iar pe 7 august, la 16:26, un nor de cenușă s-a extins încet spre cer 13 km. Fluxurile mici de piroclastic au fost trimise prin nord și o revărsare mai slabă de cenușă a crescut de la crater. Acest lucru a continuat păna la 22:32 când o a doua explozie mare a trimis cenușă în aer. A doua cupolă dacită a umplut această aerisire câteva zile mai târziu.
Două luni de repaus s-au încheiat printr-o erupție care a durat din 16 până în 18 octombrie. Actest eveniment a șters al doilea dom, a trimis cenușă în aer 16 km și a creat debite mici roșu-fierbinte de piroclastic. A treia  cupolă a început să se formeze în termen de 30 de minute după explozia finală de pe 18 octombrie și în termen de câteva zile, aceasta a fost de aproximativ 270 m lățime și 40 m înălțime. În ciuda creșterii cupolei de lâmgă acesta, s-a format un ghețar nou în interiorul craterului.
Toate erupțiile de după 1980 au fost evenimente liniștite de construire a domului, incepând cu 27 decembrie 1980 pâna la 3 ianuarie 1981. In 1987, a treia cupola a crescut cu mai mult de 900 m lățime și 240 m înălțime.
Mai multe erupții au avut loc, peste câteva luni de-a lungul anilor 1989-1991, iar vulcanul a redevenit activ la sfârșitul anului 2004, la construirea unui dom nou. Această activitate a durat până în ianuarie 2008.